# Герб лена Крунуберг
Герб лена Крунуберг (швед. Kronobergs läns vapen) — герб современного административно-территориального образования лена Крунуберг, Швеция.

## История
Герб лена Крунуберг утверждён в 1944 году.

## Описание (блазон)
В золотом поле на зеленом трёхгорбом холме червлёный лев с лазоревым вооружением, держащий в передних лапах червлёный арбалет с чёрным луком и серебряным наконечником.

## Содержание
В гербе лена Крунуберг использован видоизменённый символ ландскапа Смоланд.
Герб лена может использоваться органами власти увенчанный королевской короной.

Герб Смоланда
Герб лена с королевской короной